# Hookeriopsis thwaitesiana
Hookeriopsis thwaitesiana är en bladmossart som beskrevs av Brotherus 1907. Hookeriopsis thwaitesiana ingår i släktet Hookeriopsis och familjen Hookeriaceae. Inga underarter finns listade i Catalogue of Life.